# Notoxus lipovskyi
Notoxus lipovskyi là một loài bọ cánh cứng trong họ Anthicidae. Loài này được Chandler in Chandler & Nardi miêu tả khoa học năm 2004.